# Peter Schweiger
Peter Schweiger (* 6. Mai 1894 in Roding; † 18. August 1980 in Spaichingen) war ein deutscher Claretiner und von 1949 bis 1967 Generaloberer des Ordens. In dieser Funktion nahm er als Konzilsvater am Zweiten Vatikanischen Konzil teil.

## Leben
Peter Schweiger begann 1910 in Cervera in Katalonien sein Noviziat bei den Claretinern. Er studierte Theologie und wurde am 20. Mai 1920 in Saragossa zum Priester geweiht. Danach wechselte er zum Studium der Rechtswissenschaften nach Rom und promovierte 1924 zum Doctor utriusque juris.
1930 kehrte er nach Deutschland zurück und übernahm Leitungsaufgaben für den Orden. In der Zeit des Nationalsozialismus musste er erleben, dass junge Patres und Studenten des Ordens zum Kriegsdienst verpflichtet wurden. Die Ordenshäuser in Frankfurt und Würzburg wurden im Zweiten Weltkrieg zerstört. Daraufhin wohnte er in einem Schwesternhaus in Kriftel, von wo er mit dem Fahrrad für Gottesdienste zum Krankenhaus in Hofheim am Taunus fuhr und Sonntagsaushilfen in Schönberg übernahm. Nach dem Krieg beteiligte er sich am Wiederaufbau des Klosters in Frankfurt. Als Superior in Würzburg las er die Frühmessen bei Schwestern.
1949 wurde Peter Schweiger als einziger Nichtspanier zum Generalkapitel nach Rom berufen und dort unter den 43 Teilnehmern des Kapitels zum Generaloberen gewählt. Bei einer Kerzenprozession am Fronleichnamstag geschah es, dass der Wind die Kerzen vieler Teilnehmer ausblies. Die Kerze von Peter Schweiger brannte noch, und als sein Nachbar aus Indien ihn um Licht bat, um seine Kerze wieder anzuzünden, betrachtete Schweiger das als Zeichen, dass die Claretiner auch in Indien mit ihrer missionarischen Arbeit beginnen sollen. Während seiner Zeit als Generaloberer wurden in 13 Nationen 162 Neugründungen begonnen. Er veranlasste den Bau der Basilika des Unbefleckten Herzens Mariens mit dem Titel Königin des Friedens in Rom. Er erneuerte das Generalatshaus und ließ ein internationales Kolleg für Studenten errichten.
Nach 18 Jahren als Generaloberer trat er 1967 zurück, damit ein jüngerer Nachfolger den Orden im Sinne des Zweiten Vatikanischen Konzils erneuere, wie es das Dekret Renovationis causam – Die zeitgemäße Erneuerung des Ordenslebens erforderte.
Peter Schweiger ging als Altgeneraloberer nach Deutschland und wurde Novizenmeister auf dem Dreifaltigkeitsberg, wo er in einem kleinen Zimmer des Noviziatshauses verstarb.